# Henryk Apostel
Henryk Paweł Apostel (ur. 29 stycznia 1941 w Bytomiu) – polski piłkarz, trener piłkarski i działacz. Od 1977 do 1984 roku był szkoleniowcem reprezentacji Polski do lat 18 i 21; tę pierwszą dwukrotnie doprowadził do drugiego miejsca w mistrzostwach Europy. Wyników z pracy z młodzieżą nie powtórzył z dorosłą kadrą, którą prowadził w latach 1993-1995. Równolegle z sukcesami pracował m.in. w Śląsku Wrocław i Lechu Poznań. Od 1999 do 2008 roku był wiceprezesem do spraw szkolenia w Polskim Związku Piłki Nożnej.

## Kariera piłkarska
Grał na pozycji środkowego pomocnika. Jest wychowankiem Rozbarku Bytom, ale po 9 latach spędzonych w tym klubie przeszedł do lokalnego rywala – Polonii. Razem z Polonią zdobył w 1962 roku mistrzostwo Polski. W tym samym roku zadebiutował w reprezentacji Polski w towarzyskim meczu z Marokiem. Był to jego jedyny występ w kadrze narodowej.
Najlepsze piłkarskie lata spędził w warszawskiej Legii, z którą zdobył mistrzostwo oraz dwa Puchary Polski. W 1969 roku wyjechał do Stanów Zjednoczonych. Po powrocie był zawodnikiem Śląska Wrocław, Polonii Warszawa i krótko Legii. Piłkarską karierę zakończył w 1976 roku w wieku 35 lat.

## Kariera szkoleniowa
Pracę szkoleniową zaczynał w Pogoni Siedlce, a następnie na siedem lat związał się z Polskim Związkiem Piłki Nożnej, gdzie był selekcjonerem reprezentacji juniorskich i młodzieżowych. Z drużyną do lat 18 zdobył dwukrotnie – w 1980 i 1981 roku – srebrny medal mistrzostw Europy. Jego wychowankami z tego okresu są m.in. Dariusz Dziekanowski, Waldemar Matysik, Dariusz Kubicki, Józef Wandzik i Dariusz Wdowczyk.
Od 1984 do 1988 roku trenował Śląsk Wrocław. W pierwszym roku swojej pracy uratował zespół przed spadkiem z ekstraklasy, a w 1987 roku doprowadził do czwartego miejsca w lidze i zwycięstwa w Pucharze Polski. Po krótkiej przygodzie z Lechem Poznań na trzy lata wyjechał do Stanów Zjednoczonych. Prowadził tam polonijną drużynę Orły Chicago.
W 1991 roku powrócił do kraju i z Lechem Poznań zdobył pierwszy w swojej trenerskiej karierze tytuł mistrza kraju. W kolejnym sezonie, mimo iż zespół zajął dopiero trzecie miejsce w lidze, powtórzył ten wynik po tym, jak PZPN odebrał tytuł Legii Warszawa. Znacznie gorzej wiodło się Lechowi w europejskich pucharach. Poznaniacy odpadli z eliminacji do Ligi Mistrzów już w drugiej rundzie (sezon 1992-1993) po porażce w dwumeczu (0:1 i 0:3) ze szwedzkim IFK Göteborg.
Na początku sezonu 1993-1994 przejął stery Górnika Zabrze, ale wkrótce po tym do dymisji podał się selekcjoner reprezentacji Polski Andrzej Strejlau. Na jego następcę 20 grudnia 1993 roku wybrany został Apostel. Jego zadaniem był awans do Euro 1996. Mimo cennych remisów z Francją (0:0 i 1:1) i Rumunią (0:0) oraz wysokiego zwycięstwa (5:0) nad Słowacją, zespół zajął w tabeli dopiero czwarte miejsce, gdyż nie potrafił ograć w inauguracyjnym spotkaniu Izraela (1:2) i w ostatnim – Azerbejdżanu (0:0). Po tym meczu 15 listopada 1995 roku Apostel podał się do dymisji. Na porażkę w kwalifikacjach złożyły się również przegrane z Rumunią (1:2), gdzie drugiego gola dla podopiecznych Anghela Iordănescu strzelił polski bramkarz Wandzik, oraz ze Słowacją 1:4. Apostel prowadził reprezentację w 19 spotkaniach, w których zanotował 7 zwycięstw, 7 remisów i 5 porażek.
Po rezygnacji z pracy z reprezentacją został szkoleniowcem drugoligowej Wisły Kraków, którą jeszcze w tym samym sezonie wprowadził do ekstraklasy. Później pracował ponownie w Górniku Zabrze, a w 1997 roku wyjechał na krótko do Omanu. Przed rozpoczęciem sezonu 1998/1999 objął stanowisko szkoleniowca w KSZO Ostrowiec Świętokrzyski. Zespół z Ostrowca Świętokrzyskiego po spadku z ekstraklasy stawiał sobie za cel powrót do najwyższego szczebla rozgrywek, czego gwarantem miał być trener Apostel. Po rundzie jesiennej zespół zajmował drugie miejsce ze stratą jednego punktu do lidera, jednak słabsza postawa w rundzie wiosennej zaowocowała zajęciem przez KSZO ostatecznie czwartego miejsca. Apostel po zakończeniu sezonu rozstał się z KSZO i po 25 latach pracy trenerskiej zakończył karierę szkoleniową.

## Sukcesy

### Zawodnicze
Polonia Bytom
- Mistrzostwo Polski: 1962

Legia Warszawa
- Mistrzostwo Polski: 1969
- Wicemistrzostwo Polski: 1968
- Puchar Polski: 1964, 1966

### Trenerskie
Orły Chicago
- U.S. Open Cup: 1990(inne języki)

Reprezentacja Polski U-18
- Wicemistrzostwo Europy U-18: 1980, 1981

Śląsk Wrocław
- Puchar Polski: 1987
- Superpuchar Polski: 1987

Lech Poznań
- Mistrzostwo Polski: 1992, 1993
- Superpuchar Polski: 1992

Wisła Kraków
- Awans do ekstraklasy: 1996

## Kariera działacza
Po 1999 roku zrezygnował z pracy trenerskiej i został członkiem Prezydium PZPN oraz wiceprezesem ds. szkoleniowych. Przed Mundialem 2002 i w czasie trwania turnieju był jednym z głównych krytyków ówczesnego selekcjonera Jerzego Engela. Konflikt pomiędzy oboma szkoleniowcami był wówczas przedmiotem zainteresowania mediów i, zdaniem wielu komentatorów, był bezpośrednim powodem zwolnienia Engela.
Zagrał epizodyczną rolę działacza sportowego w filmie Poranek kojota.

## Życie prywatne
Jego drugą żoną jest aktorka Elżbieta Panas.

## Odznaczenia
- Krzyż Oficerski Orderu Odrodzenia Polski (2024)[3]